# Campionati del mondo juniores di atletica leggera 1992
I Campionati del mondo juniores di atletica leggera 1992 (4ª edizione), si sono svolti a Seul, in Corea del Sud dal 16 al 20 settembre. Le competizioni si sono tenute allo Stadio olimpico di Seul.

## Medagliati

### Uomini
| Specialità | Oro                                                                | Prestazione | Argento                                                              | Prestazione | Bronzo                                                                 | Prestazione |
| Corse piane |                                                                    |             |                                                                      |             |                                                                        |             |
| 100 m | Ato Boldon                                                         | 10"30       | Darren Campbell                                                      | 10"46       | Tony McCall                                                            | 10"49       |
| 200 m | Ato Boldon                                                         | 20"63       | Darren Campbell                                                      | 20"87       | Glen Elferink                                                          | 21"00       |
| 400 m | Deon Minor                                                         | 45"75       | Rikard Rasmusson                                                     | 46"07       | Francis Ogola                                                          | 46"16       |
| 800 m | Benson Koech                                                       | 1'44"77     | Lee Jin-il                                                           | 1'46"34     | Brendan Hanigan                                                        | 1'47"26     |
| 1.500 m | Atoi Boru                                                          | 3'37"94     | Vénuste Niyongabo                                                    | 3'38"59     | Kevin Sullivan                                                         | 3'39"11     |
| 5.000 m | Haile Gebrselassie                                                 | 13'36"06    | Ismael Kirui                                                         | 13'36"11    | Hicham El Guerrouj                                                     | 13'46"79    |
| 10.000 m | Haile Gebrselassie                                                 | 28'03"99    | Josphat Ndeti                                                        | 28'46"95    | Yasuyuki Watanabe                                                      | 28'52"89    |
| 10.000 m marcia | Jefferson Pérez                                                    | 40'42"66    | Jacek Müller                                                         | 40'50"82    | Grzegorz Müller                                                        | 41'12"28    |
| Corse a ostacoli |                                                                    |             |                                                                      |             |                                                                        |             |
| 110 hs | Evgeny Pechonkin                                                   | 13"87       | Sven Göhler                                                          | 13"98       | Igor Pintusevich-Babichev                                              | 14"08       |
| 400 hs | Ashraf Saber                                                       | 50"02       | Sammy Biwot                                                          | 50"75       | William Porter                                                         | 51"37       |
| 3.000 siepi | Mwangangi Muindi                                                   | 8'31"62     | Ayele Mezgebu                                                        | 8'32"43     | Stephen Chepseba                                                       | 8'32"48     |
| Salti |                                                                    |             |                                                                      |             |                                                                        |             |
| Salto in alto | Steve Smith                                                        | 2,37 m      | Tim Forsyth                                                          | 2,31 m      | Takahiro Kimino                                                        | 2,29 m      |
| Salto con l'asta | Laurens Looije                                                     | 5,45 m      | Daniel Martí                                                         | 5,40 m      | Okkert Brits                                                           | 5,40 m      |
| Salto in lungo | Neil Chance                                                        | 7,89 m      | Robert Thomas                                                        | 7,84 m      | Ivaylo Mladenov                                                        | 7,68 m      |
| Salto triplo | Yoelbi Quesada                                                     | 17,04 m     | Osiris Mora                                                          | 17,03 m     | Ndabazinhle Mdhlongwa                                                  | 16,57 m     |
| Lanci |                                                                    |             |                                                                      |             |                                                                        |             |
| Getto del peso | Jurij Bilonoh                                                      | 18,46 m     | Manuel Martínez                                                      | 18,14 m     | Ralf Kahles                                                            | 17,97 m     |
| Lancio del disco | Brian Milne                                                        | 58,28 m     | Frits Potgieter                                                      | 56,28 m     | Marek Bílek                                                            | 54,86 m     |
| Lancio del giavellotto | Aki Parviainen                                                     | 76,34 m     | Boris Henry                                                          | 76,04 m     | Konstadinos Gatsioudis                                                 | 75,92 m     |
| Lancio del martello | Vadym Hrabovoyy                                                    | 73,00 m     | Alberto Sánchez                                                      | 69,78 m     | Andrey Yevgenyev                                                       | 69,24 m     |
| Prove multiple |                                                                    |             |                                                                      |             |                                                                        |             |
| Decathlon | Raúl Duany                                                         | 7.403 p.    | Bernhard Floder                                                      | 7.397 p.    | Remco van Veldhuizen                                                   | 7.313 p.    |
| Staffette |                                                                    |             |                                                                      |             |                                                                        |             |
| Staffetta 4×100 m | Regno Unito Allyn Condon Darren Campbell Jamie Baulch Jason Fergus | 39"21       | Stati Uniti George Page Milton Mallard Tony McCall Curtis Johnson    | 39"59       | Nigeria Tony Ogbeta Deji Aliu Uche Olisa Paul Egonye                   | 39"88       |
| Staffetta 4×400 m | Stati Uniti William Porter Milton Mallard Regan Nichols Deon Minor | 3'06"11     | Giamaica Gregory Haughton Edward Clarke Davian Clarke Carl McPherson | 3'06"58     | Giappone Hiroyuki Hayashi Tadashi Nishihata Tomonari Ono Takayuki Sudo | 3'06"66     |
| record mondiale; record mondiale stagionale; miglior prestazione mondiale under 20; miglior prestazione mondiale stagionale under 20; record africano; record asiatico; record europeo; record nord-centroamericano e caraibico; record sudamericano; record oceaniano; record dei campionati; record nazionale; record nazionale under 20; record personale; record personale stagionale. |                                                                    |             |                                                                      |             |                                                                        |             |

### Donne
| Specialità | Oro                                                                       | Prestazione | Argento                                                                  | Prestazione | Bronzo                                                                   | Prestazione |
| Corse piane |                                                                           |             |                                                                          |             |                                                                          |             |
| 100 m | Nikole Mitchell                                                           | 11"30       | Jacqueline Poelman                                                       | 11"44       | Merlene Frazer                                                           | 11"49       |
| 200 m | Hu Ling                                                                   | 23"14       | Cathy Freeman                                                            | 23"25       | Merlene Frazer                                                           | 23"29       |
| 400 m | Magdalena Nedelcu                                                         | 51"84       | Claudine Williams                                                        | 52"03       | Ionela Târlea                                                            | 52"13       |
| 800 m | Lu Yi                                                                     | 2'02"91     | Chen Yumei                                                               | 2'03"14     | Kati Kovács                                                              | 2'03"81     |
| 1.500 m | Liu Dong                                                                  | 4'05"14     | Jackline Maranga                                                         | 4'08"79     | Li Ying                                                                  | 4'09"04     |
| 3.000 m | Zhang Linli                                                               | 8'46"86     | Gabriela Szabó                                                           | 8'48"28     | Zhang Lirong                                                             | 8'48"45     |
| 10.000 m | Wang Junxia                                                               | 32'29"90    | Gete Wami                                                                | 32'41"57    | Sally Barsosio                                                           | 32'41"76    |
| 5.000 m marcia | Gao Hongmiao                                                              | 21'20"03    | Jane Saville                                                             | 21'58"64    | Mika Ikatura                                                             | 22'25"58    |
| Corse a ostacoli |                                                                           |             |                                                                          |             |                                                                          |             |
| 100 hs | Gillian Russell                                                           | 13"21       | Damaris Anderson                                                         | 13"43       | Svetlana Laukhova                                                        | 13"55       |
| 400 hs | Georgeta Petra                                                            | 58"03       | Erica Peterson                                                           | 58"09       | Wynsome Cole                                                             | 58"15       |
| Salti |                                                                           |             |                                                                          |             |                                                                          |             |
| Salto in alto | Manuela Aigner                                                            | 1,93 m      | Inna Gliznuta Svetlana Zalevskaya                                        | 1,88 m      | -                                                                        | -           |
| Salto in lungo | Erica Johansson                                                           | 6,65 m      | Nicole Devonish                                                          | 6,43 m      | Yu Huaxiu                                                                | 6,26 m      |
| Salto triplo | Anja Vokuhl                                                               | 13,47 m     | Yamina Martínez                                                          | 13,42 m     | Olena Hovorova                                                           | 13,29 m     |
| Lanci |                                                                           |             |                                                                          |             |                                                                          |             |
| Getto del peso | Wang Yawen                                                                | 18,05 m     | Zhang Zhiying                                                            | 18,03 m     | Olga Ilyina                                                              | 17,20 m     |
| Lancio del disco | Bao Dongying                                                              | 58,34 m     | Zhang Cuilan                                                             | 57,10 m     | Sabine Fried                                                             | 53,94 m     |
| Lancio del giavellotto | Claudia Isaila                                                            | 63,04 m     | Yvonne Reichardt                                                         | 61,48 m     | Heli Tolkkinen                                                           | 60,12 m     |
| Prove multiple |                                                                           |             |                                                                          |             |                                                                          |             |
| Eptathlon | Natallja Sazanovič                                                        | 6.038 p.    | Kathleen Gutjahr                                                         | 5.668 p.    | Regla Cárdenas                                                           | 5.602 p.    |
| Staffette |                                                                           |             |                                                                          |             |                                                                          |             |
| Staffetta 4×100 m | Giamaica Gillian Russell Merlene Frazer Michelle Christie Nikole Mitchell | 43"96       | Stati Uniti Benita Kelley Zundra Feagin Lesa Parker Marion Jones         | 44"51       | Germania Katja Seidel Gabi Rockmeier Birgit Rockmeier Silke Lichtenhagen | 44"52       |
| Staffetta 4×400 m | Romania Georgeta Petrea Mariana Florea Ionela Târlea Magdalena Nedelcu    | 3'31"57     | Giamaica Debbie-Ann Parris Catherine Scott Ellen Grant Claudine Williams | 3'32"68     | Germania Imke Koehler Wiebke Steffen Anita Oppong Silvia Steimle         | 3'32"72     |
| record mondiale; record mondiale stagionale; miglior prestazione mondiale under 20; miglior prestazione mondiale stagionale under 20; record africano; record asiatico; record europeo; record nord-centroamericano e caraibico; record sudamericano; record oceaniano; record dei campionati; record nazionale; record nazionale under 20; record personale; record personale stagionale. |                                                                           |             |                                                                          |             |                                                                          |             |

## Medagliere
| Posizione | Paese                               | Oro | Argento | Bronzo | Totale |
| --------- | ----------------------------------- | --- | ------- | ------ | ------ |
| 1         | Cina                                | 8   | 3       | 3      | 14     |
| 2         | Stati Uniti                         | 4   | 3       | 2      | 9      |
| 3         | Squadra Unificata                   | 4   | 2       | 5      | 11     |
| 4         | Romania                             | 4   | 1       | 1      | 6      |
| 5         | Kenya                               | 3   | 4       | 2      | 9      |
| 6         | Giamaica                            | 3   | 3       | 3      | 9      |
| 7         | Germania                            | 2   | 5       | 5      | 12     |
| 8         | Cuba                                | 2   | 4       | 1      | 7      |
| 9         | Governo di transizione dell'Etiopia | 2   | 2       | 0      | 4      |
| 9         | Regno Unito                         | 2   | 2       | 0      | 4      |
| 11        | Trinidad e Tobago                   | 2   | 0       | 0      | 2      |
| 12        | Paesi Bassi                         | 1   | 1       | 1      | 3      |
| 13        | Svezia                              | 1   | 1       | 0      | 2      |
| 14        | Finlandia                           | 1   | 0       | 1      | 2      |
| 15        | Ecuador                             | 1   | 0       | 0      | 1      |
| 15        | Italia                              | 1   | 0       | 0      | 1      |
| 17        | Australia                           | 0   | 3       | 1      | 4      |
| 18        | Canada                              | 0   | 2       | 1      | 3      |
| 19        | Spagna                              | 0   | 2       | 0      | 2      |
| 20        | Sudafrica                           | 0   | 1       | 2      | 3      |
| 21        | Polonia                             | 0   | 1       | 1      | 2      |
| 22        | Burundi                             | 0   | 1       | 0      | 1      |
| 22        | Corea del Sud                       | 0   | 1       | 0      | 1      |
| 24        | Giappone                            | 0   | 0       | 4      | 4      |
| 25        | Bulgaria                            | 0   | 0       | 1      | 1      |
| 25        | Cecoslovacchia                      | 0   | 0       | 1      | 1      |
| 25        | Grecia                              | 0   | 0       | 1      | 1      |
| 25        | Marocco                             | 0   | 0       | 1      | 1      |
| 25        | Nigeria                             | 0   | 0       | 1      | 1      |
| 25        | Uganda                              | 0   | 0       | 1      | 1      |
| 25        | Zimbabwe                            | 0   | 0       | 1      | 1      |
| Totale    | Totale                              | 41  | 42      | 40     | 123    |